# Theo von Hörmann
Theodor „Theo“ von Hörmann (* 4. März 1914 in Reutte, Tirol; † 14. Januar 1994 in Innsbruck) war ein österreichischer Filmproduzent und Kameramann. Der gleichnamige österreichische Landschaftsmaler Theodor von Hörmann war sein Großonkel.

## Leben
Nach dem Besuch der Innsbrucker Kunstgewerbeschule kam Theodor von Hörmann 1931 erstmals mit dem Film in Kontakt. Bei der Produktion von Luis Trenkers Film Berge in Flammen arbeitete er als Träger, Komparse und Kameraassistent. Auch für den nächsten Trenker-Film Der Rebell wurde Hörmann als Kameraassistent engagiert. Durch die Weltwirtschaftskrise war der angehende Kameramann jedoch zunächst gezwungen, als Skilehrer und Bergführer zu arbeiten. In seiner Freizeit produzierte er bereits seine ersten Filme. Dieses waren Jugend- und Heimatkulturfilme wie bspw. „Schemenlaufen“ oder „Sommerlager“. Bereits der Film „Sommerlager“ erreichte 1937 den dritten Preis bei einem Amateurfilmfestival in Paris.
Nach Ausbruch des Zweiten Weltkrieges wurde Hörmann eingezogen. Nach Einsätzen in Polen wurde er zum Aufbau der Lichtbildstelle bei der Heeresgebirgsschule in Fulpmes verpflichtet. Dafür produzierte er auch etliche Lehr- und Schulungsfilme, welche die Ausbildung von Soldaten im Gebirge und beim Wintereinsatz zeigen.
Dann erfolgte der Einsatz als Kriegsberichterstatter mit dem Schi-Bataillon „Schlebrügge“. Von Feldmarschall Bock erhielt Hörmann den Auftrag, Dokumentarfilme über den Einsatz der Soldaten an der Ostfront zu drehen. „Filmen Sie den Krieg wie er ist“, lautete die Anweisung. Hörmann erstellte aus seinem Filmmaterial eine sechsstündige Reportage über den Wahnsinn des Krieges. Nach der Präsentation des Films vor Führungsleuten in Berlin wurde dieser konfisziert und blieb verschwunden.
1945 aus der Gefangenschaft zurückgekehrt, drehte Hörmann vor allem Sach-, Lehr- und Kulturfilme. Gleichfalls engagierte er sich als Obmann in der neugegründeten Gewerkschaftssektion. Später wurde er Vorstand des Fachverbandes der Filmindustrie Österreichs in Tirol. Zudem arbeitete Hörmann 15 Jahre lang als Repräsentant für die Austria-Wochenschau in Westösterreich.
Mitte der 1950er Jahre gründete er in Innsbruck sein eigenes Produktionsstudio. Oft arbeitete der Filmproduzent mit dem Burgschauspieler Walther Reyer oder Dietmar Schönherr zusammen. Beide übernahmen in vielen seiner Filme die Sprechrollen.
Professor h. c. Herbert Müller, Bert Breit, Harry Pleva oder Werner Pirchner schrieben Filmmusiken, wobei Herbert Müller mit über zehn Musikstücken am prominentesten vertreten war. Für die Texte engagiert Hörmann nur die besten Texter.
Filme über das hundertjährige Bestehen des Alpenvereins, die Brennerautobahn oder den Alpenzoo Innsbruck gehören genauso zu seinem Schaffen wie eine wissenschaftliche Dokumentation über das „Penicillin“ und viele Filme über die Industrie Tirols.
Eine italienische K2-Expedition begleitete Hörmann mit seiner Kamera. Es entstanden „Kurs zum Dach der Welt“ und „Lied aus Lahore“.
Für die Winterolympiade 1964 in Innsbruck drehte Hörmann seine einzige abendfüllende Produktion, den offiziellen Olympiafilm „In den Bergen von Tirol“. Der Film wurde in 12 Sprachen synchronisiert, in 36 Staaten aufgeführt und mit Preisen in Rom, Cortina und auf der Berlinale ausgezeichnet.
Hörmanns Filme wurden weltweit vertrieben und viele mit begehrten Preisen oder dem Prädikat „wertvoll“ ausgezeichnet.
Theodor "Theo" von Hörmann starb 1994 in Innsbruck.

## Rezeption
Ein großer Teil der über 100 Filme Hörmanns lagert heute im Tiroler Landesmuseum sowie im Filmarchiv Austria in Wien.
Walter Hörmann, Sohn Theo von Hörmanns und gleichfalls Kameramann konnte kürzlich einen wichtigen Teil des Filmschatzes seines Vaters gemeinsam mit den Mitarbeitern des Filmarchis Austria sichten und digitalisieren.

## Filmografie (Auswahl)
- 1936–1937: Wir Jungen heraus, Klöpfelnächte, Schemenlaufen, Tirols großer Heimattag
- 1938–1940: Iglu, das Schneehaus, Das schwarze Buch der Berge
- 1942:        Schijäger am Feind, Schijäger klären auf
- 1943–1945: Klettern im Eis, Klettern im Fels, Stellungsbau vom Apennin bis zum Gardasee
- 1946:        Ewig läuten die Glocken, Ewiges Handwerk (Produktion: Wieser-Film)
- 1950–1951: Seil und Ski, Retter im Schnee, Schiflug
- 1952–1953: Skisterne, Sestriere, Wir schauen nach Tirol hinein
- 1954–1955: Reise in die Steiermark, Alpenstraßen, Bergführer, Sieg auf dem K2
- 1956–1957: Innsbruck Gestern und heute, Ein neues Penicillin, Lied aus Lahore
- 1958–1959: Alles für den Gast, Rettende Schwingen
- 1960:        Sonne über Seefeld, Tyrolit
- 1961:        Olympische Winterspiele I, Olympische Winterspiele II,
- 1962–1963: Olympisches Innsbruck, Werdegang einer Raketendüse, 100 Jahre Alpenverein, Zwei Takte und doch Musik (DKW Werbefilm)
- 1964:        In den Bergen v. Tirol (offizieller Olympiafilm), Metalle für die Raumfahrt
- 1965–1966: Sommer in Tirol, Tyrolean Cut Stones, Der weiße Arlberg
- 1967–1968: Winter in Tirol, Leuchtendes Zillertal, Vom Bernsteinpfad zur Autobahn
- 1968–1969: Maximilian I., Maximilian in Tirol
- 1969–1971: Metallwerk Plansee, Erinnerungen an Paul Schwarzkopf,
- 1973–1974: Relax in Tirol, Eisacktal, Ski modern, Revue Tirol
- 1976–1977: Metall Tirol, Das Ötztal, Röhren aus Tirol, Problemlos über die Alpen
- 1979–1982: Rohre extrem, Industrie Tirol